# Physopleurus exiguus
Physopleurus exiguus är en skalbaggsart som beskrevs av Santos-silva och Martins 2003. Physopleurus exiguus ingår i släktet Physopleurus och familjen långhorningar. Inga underarter finns listade i Catalogue of Life.